# 菲律賓—美國關係
菲美關係（英語：Philippines–United States relations），是指美國與菲律賓共和國之間的雙邊關係。兩國締結了美菲聯防條約。菲律賓是美國歷史最悠久的亞洲夥伴之一(在1935年前是美國殖民地)，也是戰略上重要的非北約盟友。美國一直被列為世界上最受菲律賓歡迎的國家之一，2002年有90％的菲律賓人對美國有好感。2013年，85％的菲律賓人對美國有好感。2015年，92％的菲律賓人對美國有好感。

## 軍事
1951年，兩國签署美菲共同防御条约。1958年5月15日，美菲组成共同防务委员会，美军进驻菲律宾苏比克海军基地和克拉克空军基地。1992年，美国在菲律宾的军事基地关闭，美军撤走。1998年，美菲签署菲律宾-美国访问部队协议。2002年起，美国向菲律宾派遣了数百军事人员。2014年4月28日，两国签署《美菲加强防务合作协议》。截至2023年2月，美國在菲律賓境內已有5個軍事基地。
美國與菲律賓之間有常態的年度軍事演習肩並肩軍事演習，主要針對恐怖份子阿布沙耶夫與回教祈禱團，並為受恐怖攻擊騷擾的霍洛島與巴西蘭省帶來發展。演習內容除了軍事訓練，也包括軍民合作以及人道救援計畫，這項國際軍事教育訓練是太平洋地區最大，世界第三大的軍事演訓，另外也包括落實2002年美菲兩國簽訂的相互後勤支援協議。
2023年2月2日，菲律宾決定將境內四个军事基地開放給美军。
2023年11月，菲律宾和美国首次在台湾附近海域和南海启动联合巡逻。2024年1月又進行第二次联合巡逻。

## 司法合作
美菲兩國在司法互助上包括合作起訴恐怖份子、對罪犯的引渡條約、以及訓練上千名菲律賓執法人員，也有美國資深執法人員負責培訓菲律賓國家警察。

## 美援
美國國際開發署協助菲律賓政府解決貧窮問題，以及防制洗錢、法律治理、稅收、貿易與投資等政府改革項目，另外美國國際開發署也協助菲律賓政府專注在解決衝突、從內部恐怖份子戰亂中重拾生計、協助菲律賓最貧窮的民答那峨島與民答那峨穆斯林自治區兩地發展經濟。此外美國也投入超過2億1千1百30萬美金進行重要的計畫包括：家庭計劃、控制感染性疾病、環境保護、為鄉村地區供電，以及提供如 PL 480的基礎服務與建設。美國千禧年挑战公司也提供2千1百萬美元作為歲收行政管理部門的達標獎勵計畫。美國每年有40萬人次訪問菲律賓，這也代表美國與菲律賓雙邊關係的穩定，這些交流包括退伍軍人照顧事項、社會安全網以及外交領事館人員。
美國退伍軍人事務部與社會保險局在2006年為菲律賓人投入了2億9千7百多萬美元。

## 相關題目
- 美國外交